# Atletica leggera ai I Giochi del Mediterraneo
Le gare di atletica leggera ai Giochi del Mediterraneo 1951 si sono svolte ad Alessandria d'Egitto. Precisamente si sono svolte 23 gare solo maschili.

## Specialità

### Uomini
| Evento                            | Oro                                                                   | Prestazione | Argento              | Prestazione | Bronzo                 | Prestazione |
| Corse piane                       |                                                                       |             |                      |             |                        |             |
| 100 m (dettagli)                  | Stefanos Petrakis                                                     | 10"9        | Mauro Frizzoni       | 11"2        | Wolfango Montanari     | 11"2        |
| 200 m (dettagli)                  | Antonio Siddi                                                         | 22"0        | Jacques Degats       | 22"1        | Wolfango Montanari     | 22"1        |
| 400 m (dettagli)                  | Jacques Degats                                                        | 47"8        | Antonio Siddi        | 47"9        | Zvonimir Sabolović     | 48"6        |
| 800 m (dettagli)                  | Patrick El Mabrouk                                                    | 1'50"9      | Michel Clare         | 1'54"2      | Ekrem Koçak            | 1'54"7      |
| 1 500 m (dettagli)                | Patrick El Mabrouk                                                    | 3'55"8      | Cahit Önel           | 3'56"9      | Zdravko Ceraj          | 4'01"5      |
| 5 000 m (dettagli)                | Alain Mimoun                                                          | 14'38"3     | Zdravko Ceraj        | 15'05"2     | Stevan Pavlović        | 15'05"5     |
| 10 000 m (dettagli)               | Alain Mimoun                                                          | 31'07"9     | Franjo Mihalić       | 31'42"8     | Mustafa Ozcan          | 34'27"5     |
| 3 000 m siepi (dettagli)          | Božidar Đurašković                                                    | 9'38"5      | Petar Šegedin        | 9'39"2      | Mustafa Ozcan          | 9'44"9      |
| Corse ad ostacoli                 |                                                                       |             |                      |             |                        |             |
| 110 m ostacoli (dettagli)         | Jean-François Brisson                                                 | 15"5        | Ioannis Kambadellis  | 15"8        | Mustafa Batmas         | 15"8        |
| 400 m ostacoli (dettagli)         | Armando Filiput                                                       | 53"8        | Dogan Acarbay        | 55"1        | Igor Zupančič          | 55"4        |
| Concorsi                          |                                                                       |             |                      |             |                        |             |
| Salto in alto (dettagli)          | Georges Damitio                                                       | 2,00 m      | Papa Gallo Thiam     | 1,90 m      | Mihajlo Dimitrijević   | 1,80 m      |
| Salto con l'asta (dettagli)       | Victor Sillon                                                         | 4,00 m      | Rigas Efstathiadis   | 4,00 m      | Theodoros Balafas      | 3,90 m      |
| Salto in lungo (dettagli)         | Boris Brnad                                                           | 7,28 m      | Dimitrios Kipouros   | 6,96 m      | Avni Akgun             | 6,85 m      |
| Salto triplo (dettagli)           | Avni Akgun                                                            | 14,15 m     | Victor Sillon        | 14,13 m     | Fawzi Chaaban          | 14,09 m     |
| Getto del peso (dettagli)         | Konstantinos Yataganas                                                | 15,03 m     | Angiolo Profeti      | 15,02 m     | Nuri Turan             | 14,71 m     |
| Lancio del disco (dettagli)       | Giuseppe Tosi                                                         | 48,49 m     | Nikolaos Syllas      | 46,07 m     | Konstantinos Yataganas | 43,18 m     |
| Lancio del martello (dettagli)    | Teseo Taddia                                                          | 52,33 m     | Ivan Gubijan         | 51,20 m     | Rudolf Galin           | 50,43 m     |
| Lancio del giavellotto (dettagli) | Branko Dangubić                                                       | 65,82 m     | Halil Ziraman        | 63,62 m     | Vassilios Kallimatis   | 59,57 m     |
| Prove su strada                   |                                                                       |             |                      |             |                        |             |
| Maratona (dettagli)               | Ahmet Aytar                                                           | 3h07'25"    | Athanassios Ragazos  | 3h21'31"    | Mohamed Omran          | 3h24'24"    |
| Marcia 10 km (dettagli)           | Giuseppe Dordoni                                                      | 51'39"6     | Athanasios Aposporis | 54'28"0     | Wahib Saleh            | 1h04'20"9   |
| Prove multiple                    |                                                                       |             |                      |             |                        |             |
| Decathlon (dettagli)              | Fotios Kosmas                                                         | 5135 punti  | Lorenzo Vecchiutti   | 5001 punti  | Rachad Khadr           | 4798 punti  |
| Staffette                         |                                                                       |             |                      |             |                        |             |
| Staffetta 4x100 (dettagli)        | Italia Wolfango Montanari Franco Leccese Antonio Siddi Mauro Frizzoni | 42"4        | Grecia               | 43"5        | Jugoslavia             | 43"9        |
| Staffetta 4x400 (dettagli)        | Francia                                                               | 3'19"5      | Jugoslavia           | 3'23"4      | Turchia                | 3'25"9      |

## Medagliere
| Posizione | Paese      |    |    |    | Totale |
| --------- | ---------- | -- | -- | -- | ------ |
| 1         | Francia    | 9  | 4  | 0  | 13     |
| 2         | Italia     | 6  | 4  | 2  | 12     |
| 3         | Grecia     | 3  | 7  | 3  | 13     |
| 4         | Jugoslavia | 3  | 5  | 7  | 15     |
| 5         | Turchia    | 2  | 3  | 7  | 12     |
| 6         | Egitto     | 0  | 0  | 4  | 4      |
| Totale    | Totale     | 23 | 23 | 23 | 69     |